# Doom metal
Doom metal là một tiểu thể loại nhạc heavy metal thường dùng nhịp độ chậm, điệu guitar chậm với âm thanh "dày hơn" hay "nặng nề hơn" so với các loại metal khác. Cả nhạc và lời doom metal đều muốn gợi lên những cảm tưởng về sự tuyệt vọng, sợ hãi, và cái chết. Thể loại này bị ảnh hưởng bởi các nhạc phẩm đầu tiên của Black Sabbath, Black Sabbath đã tạo ra hình thức nguyên mẫu của doom metal với các bài hát như "Black Sabbath", "Electric Funeral" và "Into the Void"."I Want You (She's So Heavy)" của The Beatles đôi khi được xem là tác phẩm doom rock/metal đầu tiên. Vào nữa đầu thập kỷ 1980, nhiều ban nhạc từ Anh (Pagan Altar, Witchfinder General), Mỹ (Pentagram, Saint Vitus, Trouble) và Thụy Điển (Candlemass, Count Raven) đã giúp định nghĩa doom metal như một thể loại riêng biệt.

## Đặc điểm

### Nhạc cụ
Guitar điện, bass, trống là những nhạc cụ thường được dùng nhất để chơi doom metal, mặc dù keyboards cũng được dùng trong vài trường hợp. Tay guitar và bass đôi khi chơi nhạc cụ tới các nốt rất thấp và dùng số lượng lớn tiếng bóp méo. Kiểu sản xuất này là nên tiếng guitar "dày" hay "nặng", một trong những đặc điểm chính yếu của doom metal. Đặc điểm khác là nhịp độ chậm.

### Giọng hát
Doom metal truyền thống thường dùng clean vocal (hát rõ tiếng), để thể hiện cảm giác tuyệt vọng, thất vọng hay đau đớn; phỏng theo tông cao của Ozzy Osbourne (Black Sabbath), Bobby Liebling (Pentagram), và Zeeb Parkes (Witchfinder General). "Epic doom" được gọi như thế vì hát chính còn đẩy doom metal đi xa hơn, hát với phong cách opera. Doom metal bị ảnh hưởng bởi các dòng metal khác có khi dùng giọng gầm gừ (growl) hay gào (scream), như trong death/doom, black/doom, và funeral doom.

### Chủ đề
Thông thường doom metal rất bi quan với các chủ đề như: đau đớn, sầu muộn, sợ hãi, đau buồn, chết chóc và giận dữ. Vài ban nhạc viết lời theo kiểu nội tâm hay cá nhân, hoặc đưa chủ đề tôn giáo, hay nghiện ma túy, vào âm nhạc.